# Élection présidentielle fidjienne de 2015
L'Élection présidentielle fidjienne de 2015 a lieu au suffrage indirect le 12 octobre 2015 afin d'élire le président des Fidji.
Jioji Konrote est élu pour un mandat de trois ans.

## Contexte
Il s'agit de la première élection présidentielle organisée sous la Constitution de 2013, qui attribue au président des fonctions principalement cérémonielles et symboliques. 

## Mode de scrutin
Le président de la République est élu au suffrage indirect uninominal majoritaire à un tour par le Parlement pour un mandat de trois ans reconductible une fois. Le Premier ministre et le chef de l'opposition proposent chacun un candidat aux députés, qui procèdent ensuite au vote, au cours duquel le candidat réunissant le plus de voix l'emporte. En cas d'égalité, un second tour est organisé le lendemain. Si l'égalité persiste après trois tours de scrutin, le candidat proposé par le Premier ministre l'emporte. Si le Premier ministre et le chef de l'opposition s'accordent sur un même candidat, celui ci devient président sans qu'il ne soit procédé à un vote. Tous candidat élu président en étant membre d'un parti politique doit obligatoirement le quitter avant sa prise de fonction

## Résultats
| Candidats                | Candidats                | Partis                   | Voix | %     |
| ------------------------ | ------------------------ | ------------------------ | ---- | ----- |
|                          | Jioji Konrote            | Fidji d'abord            | 31   | 69,89 |
|                          | Epeli Ganilau            | Indépendant              | 14   | 31,11 |
|                          |                          |                          |      |       |
| Total                    | Total                    | Total                    | 45   | 100   |
| Abstention               | Abstention               | Abstention               | 5    | 10,00 |
| Inscrits / participation | Inscrits / participation | Inscrits / participation | 50   | 90,00 |

## Analyse
Jioji Konrote est le premier président fidjien à ne pas être iTaukei, c'est-à-dire autochtone mélanésien. Il est également le premier à ne pas être issu de l'aristocratie et à ne pas avoir un titre de chef coutumier. Il est investi dans ses fonctions le 12 novembre suivant.